# Loio
Loio es una aldea española situada en la parroquia de Cortes, del municipio de Paradela, en la provincia de Lugo, Galicia.

## Demografía
| Gráfica de evolución demográfica de Loio entre 2000 y 2020 |
|                                                            |
| Datos según el nomenclátor publicado por el INE.           |